# Miguel José de Azanza
Miguel José de Azanza Alegría  (Aoiz, 20 de diciembre de 1746 - Burdeos, 20 de junio de 1826), duque de Santa Fe, fue un político y militar español que ostentó la cartera del Ministerio de la Guerra en 1793; desde 1798 hasta 1800 fue virrey de la Nueva España (hoy México), donde sofocó la rebelión de los machetes, que pretendía la independencia de México; fue también ministro de Hacienda con Fernando VII y colaborador de José I Bonaparte. Como militar luchó contra los franceses en 1795 y participó a su lado en la Guerra de la Independencia. Al finalizar la misma, tuvo que marchar al exilio en la localidad francesa de Burdeos, donde murió en 1826.

## Biografía
Miguel José de Azanza nació en la localidad navarra de Aoiz, España, en 1746. Cuando contaba 17 años de edad (algunas fuentes señalan 19), viajó a la Nueva España, actualmente México, en compañía de su tío, José Martín de Alegría. Allí se colocó como secretario del visitador general José de Gálvez, con el que recorrió la colonia conociendo muchos de sus problemas. 
En 1771 regresó a la metrópoli y se alistó en un regimiento de infantería, pero abandonó la milicia para seguir la carrera diplomática, ingresando en el cuerpo diplomático. Ostentó la representación de encargado de negocios de la embajada de España en Prusia y de secretario de la embajada de España en Rusia. En diciembre de 1795 fue nombrado secretario de Estado y más tarde del Despacho de Guerra (ministro de la Guerra), cargo que mantuvo hasta octubre del año siguiente (algunas fuentes señalan que entró de ministro en 1773 y que se mantuvo tres años en ese cargo). 
Con la caída en desgracia de Manuel Godoy, primer ministro de Carlos IV que firmó la paz de Basilea con Francia, Azanza es nombrado virrey de Nueva España. Muchos vieron en ese nombramiento un "exilio dulce" para el de Aoiz.

## Virrey de Nueva España

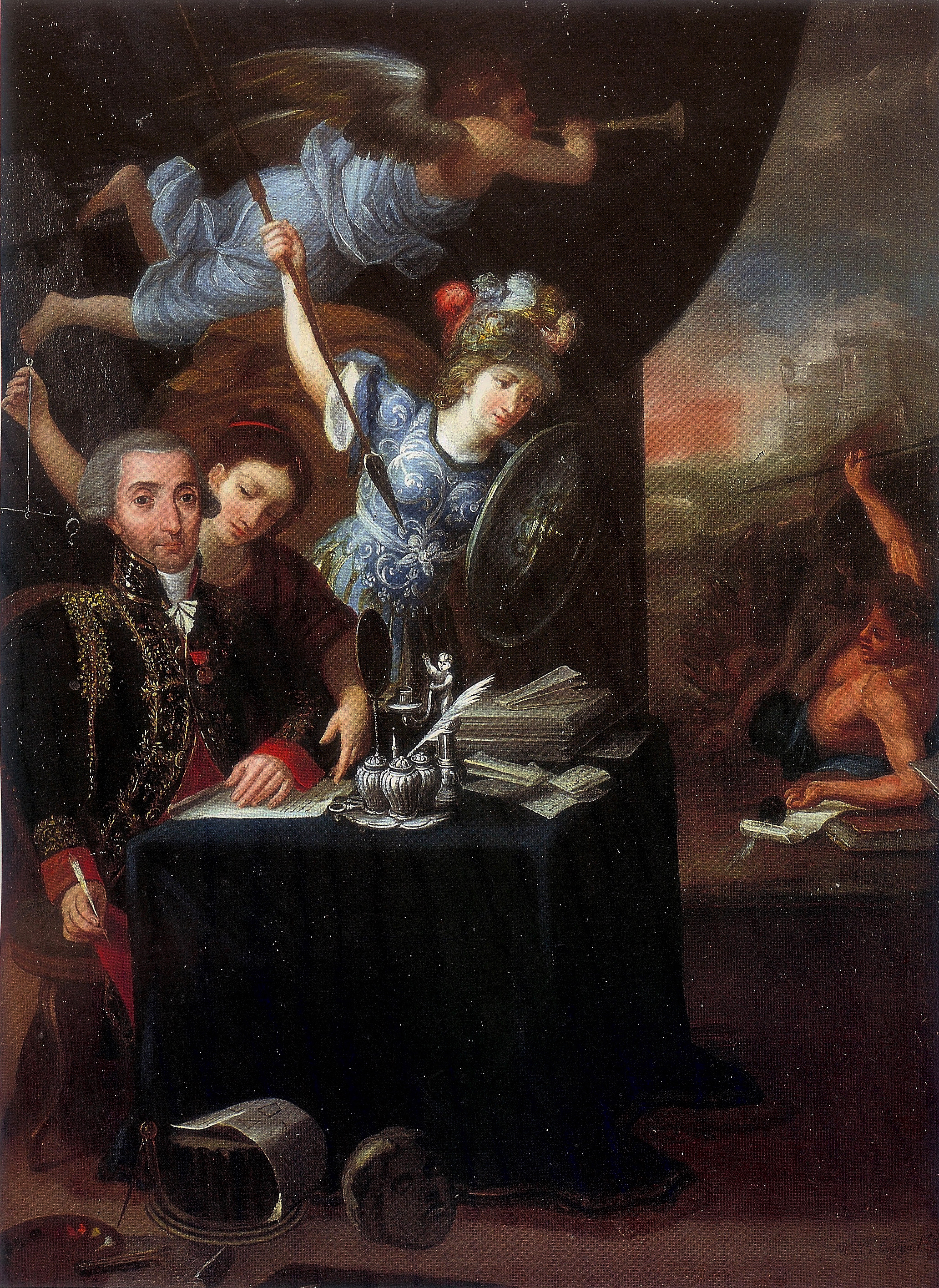
Miguel José de Azanza, retratado como virrey acompañado de Atenea, diosa de la sabiduría, la Justicia y la Fama.

En 1798 llega de nuevo a la Nueva España, esta vez como virrey, a sustituir a Miguel de la Grúa Talamanca que era un protegido de Manuel Godoy. Tomó posesión del cargo el 30 de mayo. Encontró un ambiente de bienvenida y esperanza basado en el deseo de los habitantes de Nueva España de que cambiara la situación que el anterior virrey había ido provocando durante su mandato.
Azanza fue desmovilizando las concentraciones de tropa que su antecesor había hecho y fortificando algunos puntos del virreinato, como el puerto de San Blas.

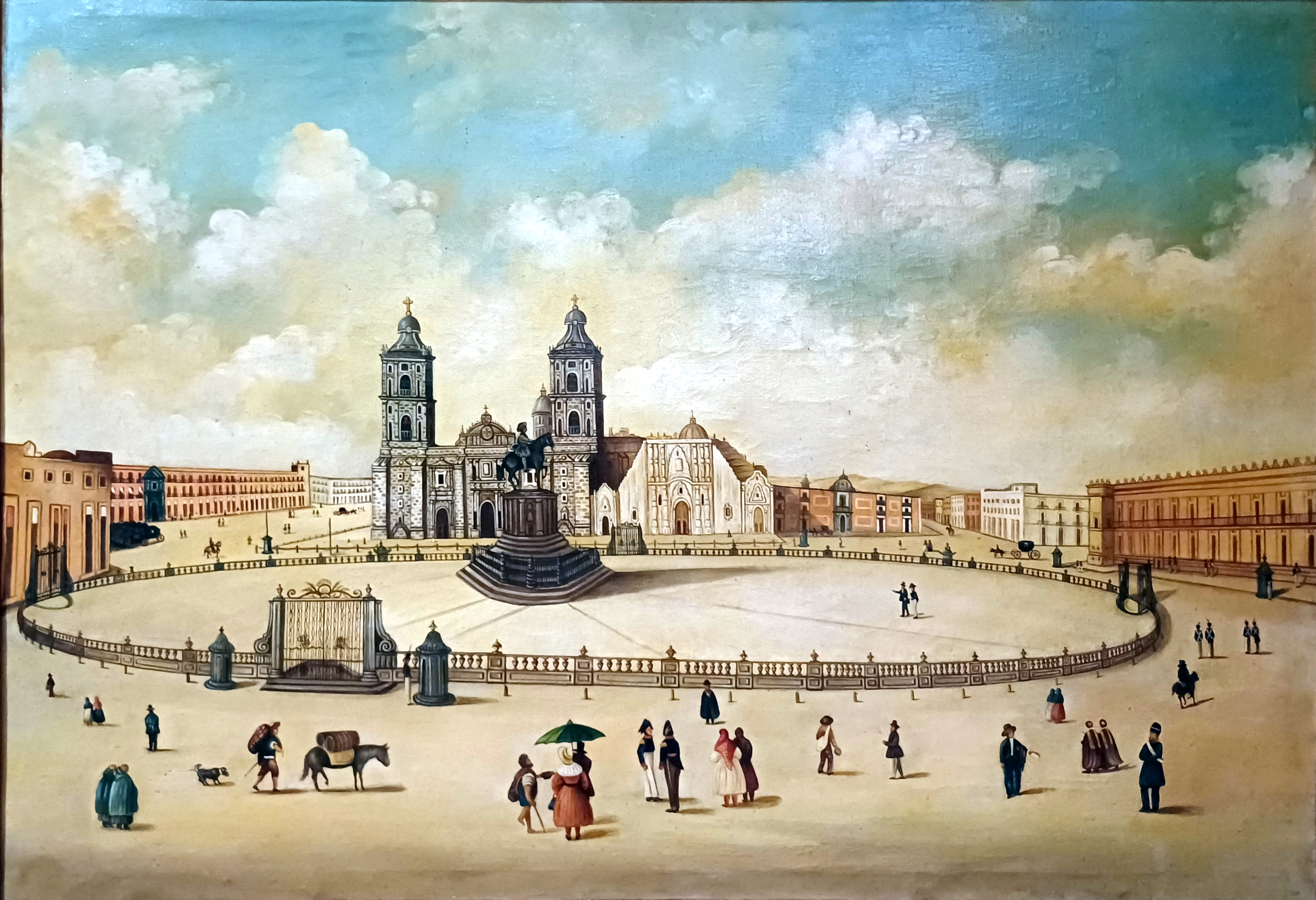
Vista de la Plaza Mayor de Ciudad de México en 1797.

En 1799 hace frente al alzamiento independentista conocido como la rebelión de los machetes que lideraba Pedro Portilla. La conspiración que urgió Portilla, pretendía la expulsión de los españoles peninsulares, los llamados gachupines, de la colonia. Para ellos reunió un grupo de unas 20 personas armadas de sables con intención de apoderarse del virrey y ocupar su lugar, puesto que ocuparía Portilla. La conspiración quedó frustrada cuando uno de los participantes, Francisco de Aguirre, puso los planes en conocimiento de las autoridades.

## Exterminio de los perros callejeros
Una de las acciones menos conocidas de Miguel José de Azanza como virrey en la Nueva España fue la de la limpieza de la ciudad. Limpieza que tuvo como referente el exterminio de los perros callejeros. Los serenos (policías nocturnos de la ciudad) tenían orden de matar a todo perro vagabundo que encontraran. Se estima que se ejecutaron más de 14.000 animales entre los años 1798 y 1801.
El objetivo final era el de convertir la Ciudad de México en una urbe a imagen y semejanza de las grandes ciudades europeas de aquella época. La construcción de espacios públicos, conformados por parques y plazas muy limpias, debía ser completado por una cierta apariencia social. Se estima que la orden del exterminio de los perros, de la que no había justificación sanitaria, pretendía demostrar la fuerza de las autoridades y advertir a los componentes de los grupos sociales más bajos, que se solían hacer acompañar por perros, que no eran bienvenidos en la ciudad.
Las matanzas de perros eran comunes en las ciudades europeas. En la Nueva España no se llevó a cabo como era habitual en Europa. Dentro del cuerpo de serenos se abrió una vía de desobediencia que llegó incluso a las jefaturas del mismo. El origen de esta actitud estaba en la diferencia de costumbres entre Europa y América. Mientras que en Europa los perros eran considerados como una plaga que atraía la peste y las enfermedades, en América se mantenía una muy vieja convivencia con ellos. Las matanzas acabaron con la llegada del nuevo virrey, Félix Berenguer de Marquina, que ordenó suspenderlas en 1801.

## El sismo en la Ciudad de México
El sábado 8 de marzo de 1800 a las 9 de la mañana un sismo de 7.5 grados y más de cuatro minutos de duración, sorprendió a la población y dañó fuertemente el Palacio Real, ahora Palacio Nacional, además de otros daños considerables. No se registraron muertos ni heridos.
Para enfrentar la situación, el virrey expidió dos decretos: uno prohibiendo la circulación de coches por las calles y plazas en tanto no se llevara a cabo el segundo: censar edificios afectados para reparar o demoler lo que fuera necesario. 
Dio un plazo de seis días para desalojar cualquier construcción dañada y decretó medidas para la fabricación libre de materiales de construcción. Se ignoran los resultados. El 30 de abril de 1800, un nuevo virrey, Félix Berenguer de Marquina y Fitzgerald, tomó posesión de su cargo. Lo hizo en La Villa, pues en la Plaza Mayor era imposible. 
Por arreglos con su propietario, Juan Nepomuceno Moncada, se mudaron las instalaciones del Palacio Real al cercano Palacio de Moncada, hoy Palacio de Iturbide. Ahí habitaron todos los virreyes y desde septiembre de 1821, Agustín de Iturbide. De ahí salió, junto con su esposa, Ana María Huarte, para su coronación en 1822.

## La guerra de la Independencia
En 1800 Azanza regresa a la metrópoli, donde desempeña cargos relevantes en el gobierno de la nación. En marzo de 1808 tras el motín de Aranjuez, que supuso la caída definitiva de Godoy, el rey Fernando VII le nombra secretario de Hacienda. Azanza simpatizaba con las ideas nacidas de la Revolución francesa y formaba parte del grupo conocido como de los afrancesados.
Fue uno de los redactores del Estatuto de Bayona en el que participó a instancia de Napoleón. Tras el nombramiento del hermano de Napoleón como rey de España, José I Bonaparte, conocido como Pepe botella, fue responsable de la cartera de Asuntos Exteriores y desde 1811 fue embajador en París. José I le nombró Duque de Santa Fe.
Al finalizar la guerra de la Independencia con la derrota de las tropas napoleónicas, Azanza se exilió en Francia, donde permaneció hasta su muerte. Por su participación al lado de los franceses, fue juzgado, sentenciado a muerte y confiscados su fortuna y bienes.
Según Galo Sánchez Casado y otros autores, fue el primer Soberano Gran Comendador del Supremo Consejo del grado 33 para España del rito masónico denominado Rito Escocés Antiguo y Aceptado, que había sido constituido por el conde de Grasse-Tilly el 4 de julio de 1811.
Murió el 20 de junio de 1826 en Burdeos.

## Distinciones honoríficas
- Caballero Gran Cruz de la Real Orden de España.

| Predecesor: Miguel de la Grúa Talamanca | Virrey de Nueva España 1798 - 1800 | Sucesor: Félix Berenguer de Marquina |